# Маматюк, Андрей Владимирович
Андре́й Влади́мирович Маматю́к (род. 13 апреля 1991, Новгород, СССР) — российский футболист, нападающий.

## Карьера
Начал заниматься футболом в Новгороде, в дальнейшем попал в дубль московского «Спартака». В 2009 году перешёл в клуб Второй лиги Финляндии ЯБК. В 2010 году подписал контракт с «Газовиком». Сезон 2011/12 провёл в «Тюмени». В августе 2012 года пополнил ряды клуба белорусской Высшей Лиги «Славия-Мозырь». В элитном дивизионе дебютировал 11 августа в матче против «Белшины» (1:0), заменив на 71-й минуте Олега Страхановича. В августе 2013 года подписал контракт с «Динамо» из Санкт-Петербурга. В феврале 2014 года перешёл в рязанскую «Звезду». В 2014–2016 годах выступал за пензенский «Зенит». В сезоне 2016/17 защищал цвета владимирского «Торпедо». В августе 2017 года пополнил ряды крымского клуба «Кызылташ». В 2022 году завершил карьеру.

## Достижения
- Победитель зоны «Урал-Поволжье» Второго дивизиона: 2010